# Operatie Granite
Operatie Granite (Nederlands: Operatie Graniet) was een codenaam voor een Amerikaanse offensief onder leiding van Admiraal Chester Nimitz in maart 1944. De militaire operatie had als doel de Japanse marinehoofdkwartier bij de havenstad Truk op het eiland Doublon van de Carolinen in de Stille Oceaan te overmeesteren. De aanwezigheid van een Japanse militaire marinebasis Truk en het slagschip Musashi bedreigde immers de geallieerde vooruitgang in het centraal en Zuidelijk deel van de Stille Oceaan. Al in 1943 wilden Amerikaanse bevelhebbers de marinebasis Truk overmeesteren maar pas in 1944, toen de Amerikanen het initiatief namen in de Stille Oceaan, slaagden ze hierin.